# Croxall Point (Elephant Island)
Der Croxall Point ist eine Landspitze an der Westküste von Elephant Island im Archipel der Südlichen Shetlandinseln. Sie trennt die Emma Cove im Norden von der Mensa Bay im Süden.
Das UK Antarctic Place-Names Committee benannte sie 2018. Namensgeber ist John Patrick Croxall (* 1946), Leiter des Naturschutzprogramms des British Antarctic Survey bis 2006.